# Modern angol viador

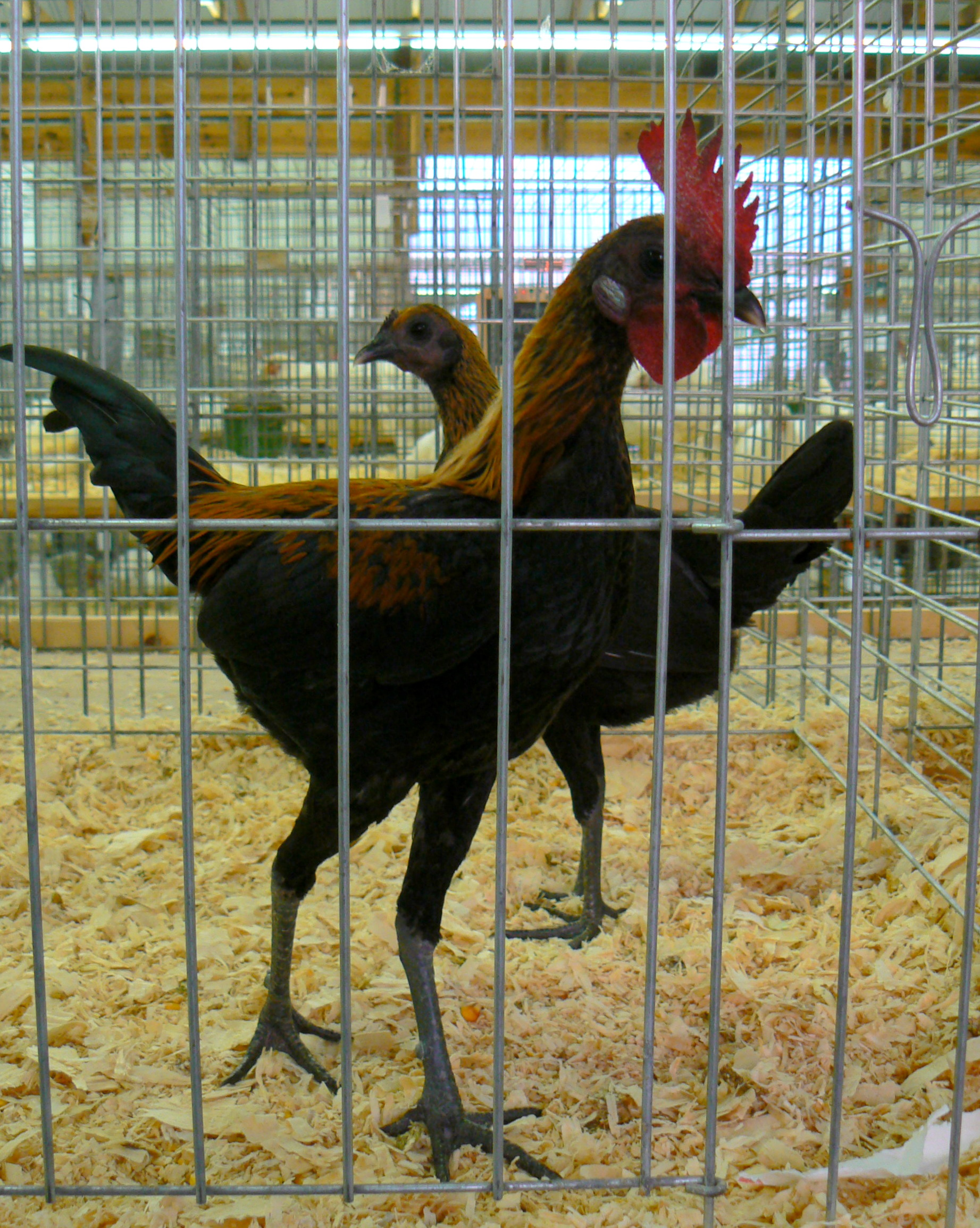
Modern angol viador pár (törpe változat)

A modern angol viador tyúkfajta angliai kitenyésztés eredménye.

## Fajtatörténet
Miután betiltották a kakasviadalokat egy kifejezetten kiállításra szánt viador fajtát akartak kitenyészteni.

## Fajtabélyegek, színváltozatok
Háta lapos, meredek. Farktolla rövid, zárt. Melltájék széles. Szárnyak magasan és szorosan a testhez simulva tartottak. Feje erős felépítésű, erős csőrrel. Taraja egyszerű, kicsi; régen nyírták; vágták. Füllebenye piros, kicsi, gyengén fejlett; régen nyírták. Toroklebeny kicsi, régen nyírták, mint a dobermann fülét, kerekded és vékony. Arca gyengén szőrözött, pirostól a fekete eperfa termésének színéig; színváltozat függő. Csőre hosszú és erős. Szemek vörösek, vörösbarnák. Nyaka nagyon hosszú, ritkás tollazattal. Combok hosszú, izmos, gyengén tollazott. Csüd erős, hosszú; színe színváltozat függő.
Színváltozatok: Aranynyakú, ezüstnyakú, narancshátú, vörös foltos, nyírfaszínű, barnamellű, kékezüst, kékarany, arany-búza, kék-fogoly színű, kék-ezüstnyakú, kék, fehér, fekete.

## Tulajdonságok
Igen megnyúlt tartása van, hosszú nyakkal. Kiállításira szánt viador fajta.
| Általános tulajdonságok: | Általános tulajdonságok:       |
| ------------------------ | ------------------------------ |
| Súlya                    | kakas 2–3 kg, tojó 1,75-2,5 kg |
| Gyűrűmérete              | kakas 20, tojó 18              |
| Tenyésztojás tömege      | 50 g                           |
| Tojáshéj színe           | fehértől az enyhén sárgásig    |
| Éves tojáshozama         | 80-100 db                      |